# Centrale Rederij voor de Voedselvoorziening
De Centrale Rederij (voor de) Voedselvoorziening was een Nederlandse overheidsrederij tijdens de Tweede Wereldoorlog. Het was een poging van de Duitse bezetters en de waarnemers van de naar Engeland gevluchte Nederlandse regering om het gebrek aan voedsel in het westen van Nederland in 1944 te beperken.

## Aanleiding
Een deel van de jaren 1944-1945 is achteraf bekend geworden onder de term Hongerwinter. Door de oorlogshandelingen van de Duitse bezetter, de Spoorwegstaking en een gebrek aan transportmiddelen ontstond in de steden in het Westen van Nederland een grote schaarste aan voedsel. Hoewel het voedsel over het algemeen wel aanwezig was in Nederland, kon het niet naar de steden worden vervoerd. Treinen reden nauwelijks meer en werden alleen nog voor militaire transporten gebruikt. Vrachtwagens hadden geen beschikking over brandstof of werden gevorderd door de Duitse bezetter. Hetzelfde gold ook voor de binnenvaartschepen. Schepen durfden niet meer uit te varen uit angst voor vordering. Het gevolg hiervan was er onvoldoende voedsel was in het Westen van Nederland.

## Oprichting
De waarnemend Secretaris-generaal van de Scheepvaart, Hans Hirschfeld nam in 1944 contact op met de Nederlandse Rijkscommissaris Seyss-Inquart omdat de voedselschaarste in de steden gevaarlijke vormen begon aan te nemen. Besloten werd tot oprichting van een overheidsrederij die ten doel had voedseltransporten te organiseren over het IJsselmeer. Er werd een bestuur gevormd onder leiding van Hirschfeld. Leden waren Louwe, Müller en Voûte. Hans Ivens van de Centrale Brouwerij werd directeur. De formele oprichting vond plaats op 1 december 1944.

## Doel
Vanuit zeven afvoerhavens (Groningen, Harlingen, Makkum, Stavoren, Lemmer, Zwartsluis en Zwolle) werd gepoogd voldoende levensmiddelen over het IJsselmeer naar Amsterdam te transporteren. De transporten zouden primair bestaan uit ladingen aardappelen en verder granen, kaas, koolzaad en melkpoeder.
Bij de opzet was de intentie om wekelijks circa 20.000 ton aan levensmiddelen te transporteren, wat gelijk stond aan 4,5 kilo voedsel per inwoner van West-Nederland. Voor de transporten dienden enkele honderden binnenvaartschepen gebruikt te worden.

## Resultaat
Er waren een aantal moeilijkheden:
- de binnenvaartschippers waren bevreesd dat hun schepen alsnog gevorderd werden. Dit werd gedeeltelijk omzeild door schepen in te zetten die reeds door de bezetter waren gevorderd;
- er was wekelijks 600 ton kolen nodig als brandstof, hetgeen lastig te verkrijgen was;
- er was in deze periode een gebrekkige communicatie waardoor het lastig was alle binnenvaartschippers te bereiken.

De beoogde 20.000 ton werd nooit gehaald. In de week van 4 tot 11 december 1944 werd 4.550 ton vervoerd. Een week later slechts 3.930 ton.  Van 18 tot 25 december was het echter 13.206 ton. Dit was niet de verlangde 20.000 ton, doch 2,5 keer het weekrantsoen van de inwoners van de steden in de 4 weken voorafgaand. Vanaf 23 december 1944 begon echter een langdurige periode van vorst. Hoewel het IJsselmeer niet dichtvroor, was dit bij de havens wel het geval. Het gevolg hiervan was dat het scheepvaartverkeer voor de voedselvoorziening binnen enkele weken vrijwel volledig instortte. Nadat het in februari 1945 warmer werd, steeg ook weer het wekelijks tonnage. 

### Statistiek vervoerd voedsel in winter 1944-1945
| 44 | 842   |
| 45 | 85    |
| 46 | 3645  |
| 47 | 1988  |
| 48 | 2317  |
| 49 | 4550  |
| 50 | 3930  |
| 51 | 13206 |
| 52 | 8300  |
| 1  | 4653  |
| 2  | 2341  |
| 3  | 4813  |
| 4  | 113   |
| 5  | 2028  |
| 6  | 5692  |
| 7  | 11425 |
| 8  | 13626 |
| 9  | 5037  |
| 10 | 17397 |
| 11 | 23338 |
| 12 | 17581 |
| 13 | 12590 |
| 14 | 15554 |
| 15 | 16098 |
| 16 | 1009  |